# From Detroit to St Germain
Albums de St Germain
Boulevard
(1995) Tourist
(2001)
From Detroit To St Germain est une compilation regroupant plusieurs titres de Ludovic Navarre sous divers pseudonymes.

## Pistes
Toutes les chansons sont écrites et composées par Ludovic Navarre sous divers pseudonymes.
| 1.    | The Black Man                          | St Germain      | 5:30  |
| 2.    | Alabama Blues (Todd Edwards Vocal Mix) | St Germain      | 5:35  |
| 3.    | Walk So Lonely                         | Ludovic Navarre | 4:37  |
| 4.    | Jack On The Groove                     | D.S.            | 4:40  |
| 5.    | Prélusion                              | Deepside        | 7:12  |
| 6.    | French                                 | Deepside        | 5:45  |
| 7.    | How Do You Plead ?                     | Soofle          | 6:41  |
| 8.    | Move                                   | Nuages          | 6:50  |
| 9.    | Deep In It                             | St Germain      | 7:18  |
| 10.   | Soul Salsa Soul                        | Ludovic Navarre | 10:14 |
| 11.   | My Mama Said...                        | Ludovic Navarre | 5:21  |
| 12.   | Dub Experience                         | St Germain      | 5:17  |
| 75:00 |                                        |                 |       |